# Toy Commander
Toy Commander, kendt som Totsugeki! Teketeke!! Toy Ranger i Japan, er et action spil til Sega Dreamcast lavet af No Cliché og udgivet af Sega.
I spillet skal spilleten gennem fuldføre missioner ved styring af legetøj i form af køretøjer og luftbårne fartøjer. Disse missioner finder sted i forskellige rum i et hus. I spillet er en battle funktion er tilgængelig, som gør det muligt at spille op til fire spillere samtidigt.

## Steder i spillet (rum)
- Køkken og spisestue
- Børnenes værelse
- Entré
- Soveværelse
- Garage og værksted
- Loftskammer
- Stue og drivhus
- Kælder
- Gemte steder: Snegleræs
- Gemte steder: Juletræ